# Sorens
Sorens is een gemeente en plaats in het Zwitserse kanton Fribourg, en maakt deel uit van het district Gruyère.
Sorens telt 837 inwoners.